# Ursy
Ursy es una comuna suiza del cantón de Friburgo, situada en el distrito de Glâne. Limita al norte con las comunas de Chavannes-sur-Moudon (VD) y Brenles (VD), al este con Siviriez, al sur con Le Flon, y al oeste con Rue y Montet (Glâne).
La actual comuna de Ursy es el resultado de la fusión de las antiguas comunas de Bionnens, Vauderens y Mossel, con la comuna de Ursy en 2001. El 1 de enero de 2012 fue también agregada la antigua comuna de Vuarmarens.

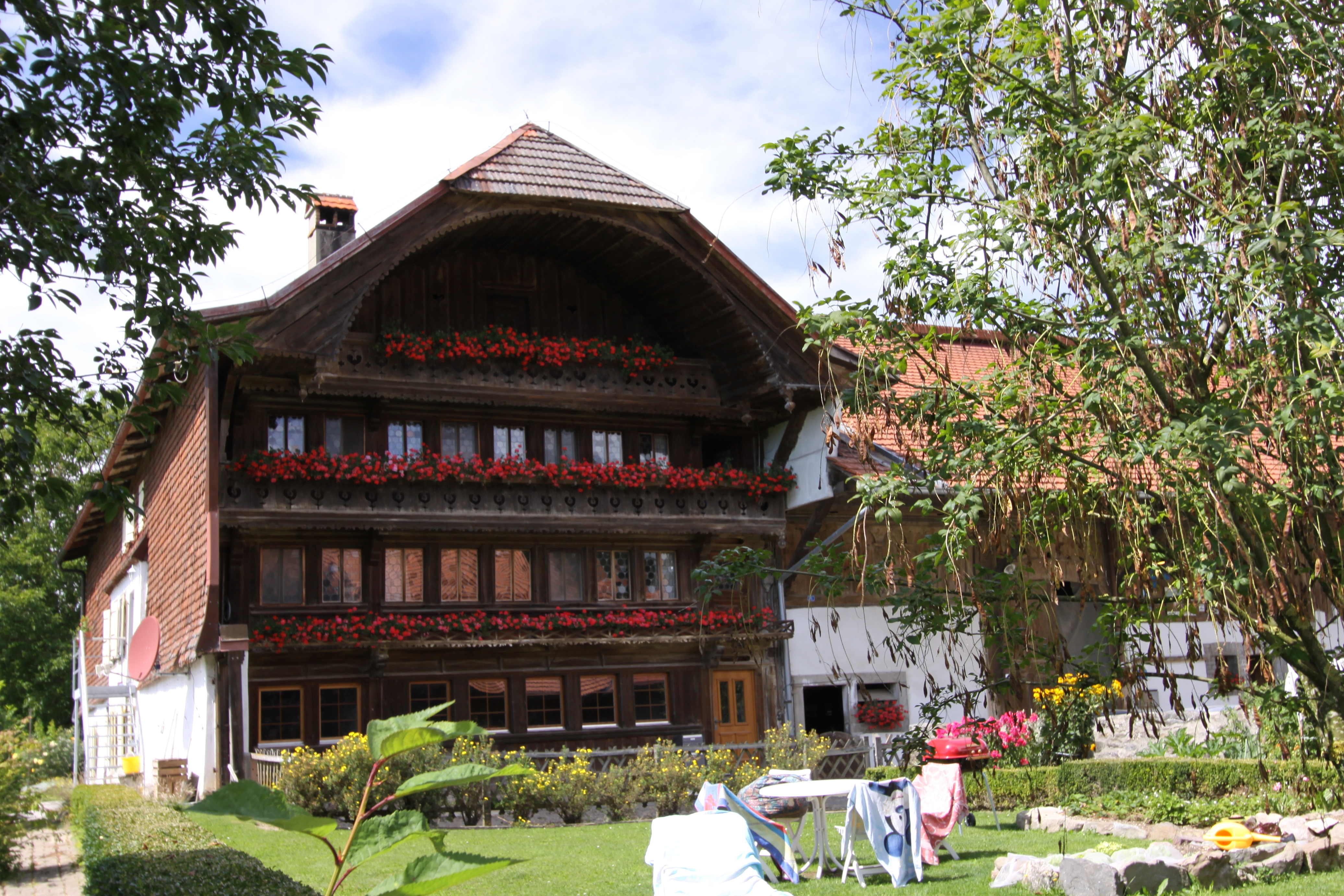
Granja típica en Ursy.

## Transportes
Ferrocarril
Cuenta con una estación ferroviaria en la localidad de Vauderens en la que efectúan parada trenes regionales.